# Ass to mouth

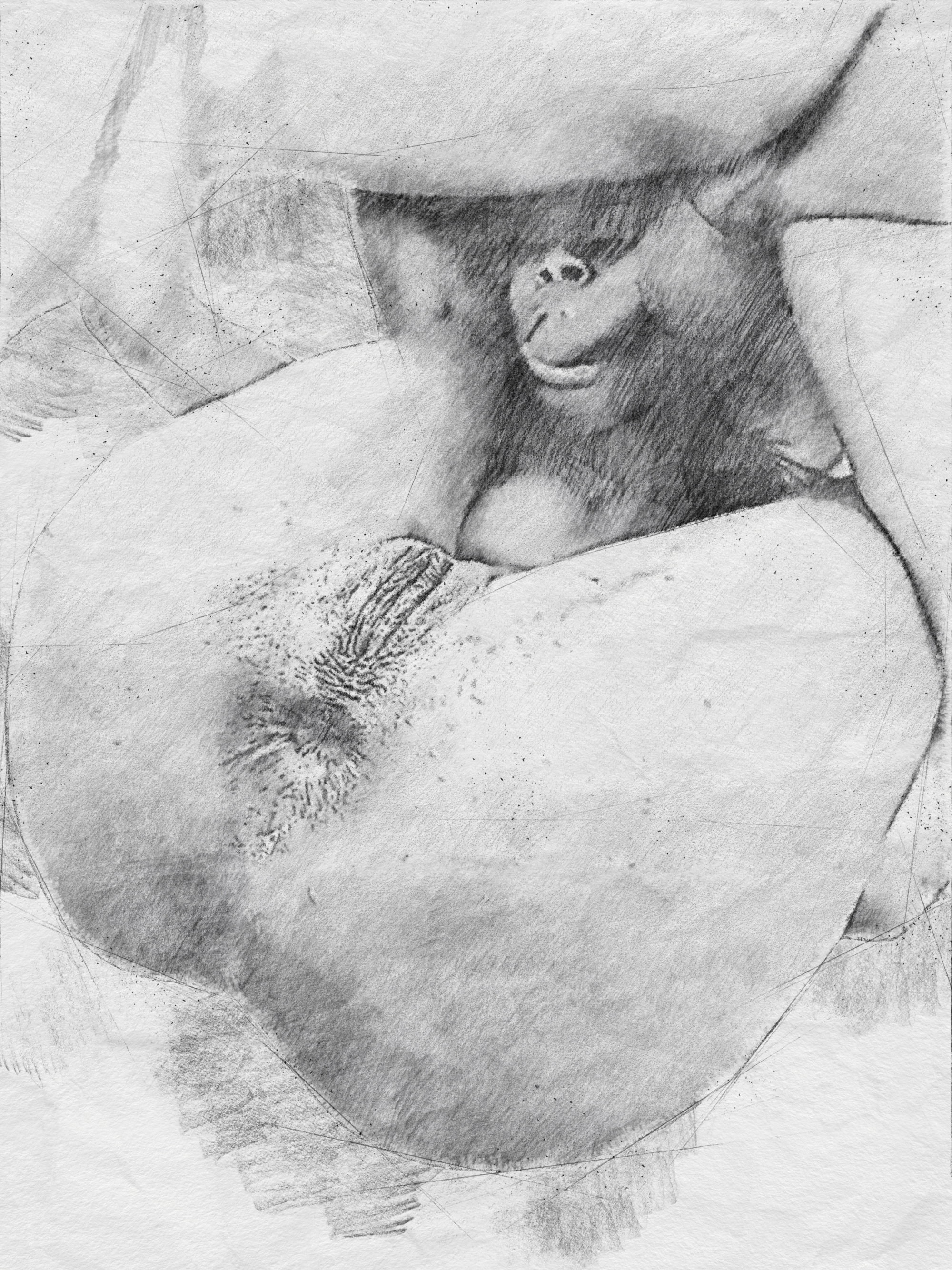
Illustration av Ass to mouth.

Ass to mouth (ATM eller A2M) är en pornografisk praktik som går ut på att en manlig aktör direkt (det vill säga utan klipp) efter analt samlag med sin sexpartner för in penisen i dennas mun. ATM innebär vanligtvis att rengöring av penis uteblir före oral kontakt, vilket kan förstärka känslan av dominans och förnedring.
"Ass to other girl's mouth", förkortat A2OGM eller ATOGM, syftar på en variant av ATM där penisen förs från en partners anus till en annan partners mun. En annan variant är känd som A2P, ATP eller Ass-to-Pussy vilket syftar på det direkta införandet av penis från anus in i vaginan på den kvinnliga partnern.

## Historik
Begreppet har använts åtminstone sedan januari 1995 och som tydligt definierat sedan augusti 1996. Trots hälsoriskerna är det ofta förekommande i pornografisk film.
Bland de allra tidigaste, och även flitigaste, användaren av både begreppet och sexakten är den obscenitetsdömnda amerikanska regissören Max Hardcore. Kvinnor inom pornografin som är starkt förknippade med akten är bland andra Ashley Blue, Melissa Lauren, Summer Luv, Catalina och Barbii Bucxxx. 
2003–2004 var ATM något av en fluga inom amerikansk porrindustri. Detta märktes tydligt i filmerna som producerades under dessa år.

## Hälsorisker
Hälsoriskerna förknippade med ATM inkluderar såväl riskerna med oralsex som med anal-oral kontakt. Oskyddad anal-genital kontakt innebär smittrisk för sexuellt överförbara sjukdomar, som könsherpes eller tarmparasiter som transporteras via mannens penis in i "mottagarens" mun. "Mottagaren" av ATM riskerar dessutom att få hepatit A. Det är ej känt huruvida man kan minska riskerna för sjukdomsuppkomst genom rengöring av analregionen eller med hjälp av lavemang. 
Skådespelare inom pornografin använder ofta lavemang. Detta syftar dock snarare till att motverka att eventuell avföring ska riskera komma på mannens penis så att det exponeras för kameran än att reducera smittorisker.